# Edward Walker
Pour les articles homonymes, voir Walker.
Edward Walker (1820-1893) est un mathématicien appliqué et physicien théoricien britannique. 

## Formation et carrière
Il est diplômé du Trinity College de Cambridge avec un BA (8th Wrangler) en 1844 et un MA en 1847. Au Trinity College, il fut Fellow en 1845 et assistant tuteur en 1846-1847. 

## Prix et distinctions
Il a remporté le prix Adams en 1865 et a été élu FRS le 3 juin 1869. Il a été admis au barreau d'Inner Temple le 17 novembre 1868. 

## Vie privée
Le 30 septembre 1847, il épousa Anne Whinfield à l'église St. James, Norlands, Bayswater. Le mariage a produit plusieurs enfants.